# 大島弘
大島 弘（おおしま ひろむ、1921年（大正10年）6月26日 - 1994年（平成6年）2月3日）は、昭和期の大蔵官僚、政治家、弁護士。衆議院議員（2期、日本社会党）。兄は第14代大阪市長の大島靖。

## 経歴
和歌山県、現在の田辺市出身。第三高等学校を経て、1942年（昭和17年）4月、東京帝国大学法学部に入学。1943年（昭和18年）12月、現役入営。1945年（昭和20年）8月、陸軍主計少尉に任官し予備役に編入され臨時召集。同年12月、召集解除となる。1947年（昭和22年）東京帝大法学部政治学科を卒業。同年4月、高等試験行政科・司法科に合格。
卒業後、1947年5月、大蔵省に入省して大蔵事務官に任官し専売局長官官房に配属された。以後、大津税務署長、金沢国税局直税部長、名古屋国税局調査査察部長、印刷局総務部総務課長、国有財産局監理課長、造幣局東京支局長、東北財務局長などを歴任し、1970年（昭和45年）11月に退官した。1974年（昭和49年）大島弘法律事務所を開業。
1976年（昭和51年）12月の第34回衆議院議員総選挙で和歌山県第2区から日本社会党公認で立候補して初当選。次の1979年（昭和54年）の第35回総選挙では次点で落選するが、翌1980年（昭和55年）の第36回総選挙で再選した。1983年（昭和58年）の第37回衆議院議員総選挙には出馬せず引退した。
1994年（平成6年）2月3日死去、72歳。死没日をもって正八位から従四位に叙される。

## 栄典
- 1991年（平成3年） - 勲三等旭日中綬章[1][7]
- 1994年（平成6年） - 従四位